# Liste der Baudenkmäler in Reken
Die Liste der Baudenkmäler in Reken enthält die denkmalgeschützten Bauwerke auf dem Gebiet der Gemeinde Reken im Kreis Borken in Nordrhein-Westfalen (Stand: Juli 2021). Diese Baudenkmäler sind in der Denkmalliste der Gemeinde Reken eingetragen; Grundlage für die Aufnahme ist das Denkmalschutzgesetz Nordrhein-Westfalen (DSchG NRW).

## Allgemein
- Bild: Bild des Kulturdenkmals, ggf. zusätzlich mit einem Link zu weiteren Fotos des Kulturdenkmals im Medienarchiv Wikimedia Commons
- Bezeichnung: Name des Kulturdenkmals
- Lage: Straßenname und Hausnummer oder Flurstücknummer des Kulturdenkmal, gegebenenfalls auch den Ortsteil. Die Grundsortierung der Liste erfolgt nach dieser Adresse. Der Link (Karte) führt zu verschiedenen Kartendiensten mit der Position des Kulturdenkmals. Fehlt dieser Link, wurden die Koordinaten noch nicht eingetragen. Sind diese bekannt, können sie über ein Tool mit einer Kartenansicht einfach nachgetragen werden. In dieser Kartenansicht sind Kulturdenkmale ohne Koordinaten mit einem roten bzw. orangen Marker dargestellt und können durch Verschieben auf die richtige Position in der Karte mit Koordinaten versehen werden. Kulturdenkmale ohne Bild sind an einem blauen bzw. roten Marker erkennbar.
- Beschreibung: Kurzcharakteristik des Kulturdenkmals
- Bauzeit: Baubeginn, Fertigstellung, Datum der Erstnennung oder grobe zeitliche Einordnung entsprechend des Eintrags in der zuständigen Denkmaldatenbank
- Eingetragen seit: Datum der Erfassung in der zuständigen Denkmaldatenbank

## Baudenkmäler
| Bild                          | Bezeichnung                                        | Lage                                     | Beschreibung                          | Bauzeit | Eingetragen seit | Denkmal- nummer |
| ----------------------------- | -------------------------------------------------- | ---------------------------------------- | ------------------------------------- | ------- | ---------------- | --------------- |
| weitere Bilder                | Kath. Pfarrkirche (Wehrkirche) St. Simon und Judas | Groß Reken Hauptstraße 1 Karte           |                                       |         |                  | 1               |
| weitere Bilder                | Kath. Pfarrkirche St. Antonius                     | Klein Reken Dorfstraße 10 Karte          |                                       |         |                  | 2               |
| weitere Bilder                | Waldkapelle und Einsiedelei                        | Groß Reken Berge 25 Karte                |                                       |         |                  | 3               |
| Haus Uphave                   | Haus Uphave                                        | Groß Reken Harrierstraße 10 Karte        |                                       |         |                  | 4               |
| weitere Bilder                | Windmühle                                          | Groß Reken Mühlenberg 5 Karte            |                                       |         |                  | 5               |
| „Weißes Haus“                 | „Weißes Haus“                                      | Groß Reken Hauptstraße 3 Karte           |                                       |         |                  | 6               |
| Hofkreuz Tenbohlen            | Hofkreuz Tenbohlen                                 | Groß Reken Sandheck 12 Karte             |                                       |         |                  | 7               |
| ehem. Gastwirtschaft Sicking  | ehem. Gastwirtschaft Sicking                       | Bahnhof Reken Bahnhofstraße 38 Karte     |                                       |         |                  | 8               |
| Haus Wübbeling – Towa         | Haus Wübbeling – Towa                              | Groß Reken Harrierstraße 1 Karte         |                                       |         |                  | 9               |
| Wegekapelle Oberdorf          | Wegekapelle Oberdorf                               | Groß Reken Velener Straße Karte          |                                       |         |                  | 10              |
| Jüdischer Friedhof Groß Reken | Jüdischer Friedhof Groß Reken                      | Groß Reken Kerkenberg Karte              |                                       |         |                  | 11              |
| Altes Feuerwehrgerätehaus     | Altes Feuerwehrgerätehaus                          | Groß Reken Heidener Straße 7 Karte       |                                       |         |                  | 12              |
| Kriegerehrenmal Klein Reken   | Kriegerehrenmal Klein Reken                        | Klein Reken Dorfstraße 25 Karte          |                                       |         |                  | 13              |
| Kriegerehrenmal Hülsten       | Kriegerehrenmal Hülsten                            | Hülsten Boom / K 12 Karte                |                                       |         |                  | 14              |
| weitere Bilder                | Empfangsgebäude Bahnhof Reken                      | Bahnhof Reken Bahnhofstraße 35 Karte     |                                       |         |                  | 15              |
| Grabmal Fam. Mensing          | Grabmal Fam. Mensing                               | Groß Reken Riesweg/Lindenweg Karte       |                                       |         |                  | 16              |
| weitere Bilder                | Kruzifix                                           | Klein Reken Fathofskamp/Buttstegge Karte | Kruzifix aus Stein in einer Holzhütte |         |                  | 17              |